# Михалків (Чортківський район)
Миха́лків — село в Україні, у  Мельнице-Подільській селищній громаді Чортківського району Тернопільської області. Розташоване на річці Нічлава, на півдні району. До 2015 підпорядковане Устянській сільраді.
Населення — 247 осіб (2001).
Село Михалків відоме золотим скарбом, виявленим частинами у 1878–1897 роках. Він складається з двох діадем, кількох тисяч намистин та «крилатих» пронизок, золотих чаш, зооморфних і лучкових фібул, блях, гривень, браслетів, чотирьох золотих зливків довжиною 20 см. Загальна вага золотих речей становила близько 7 кг. Вітчизняна археологічна наука відзначає, що за кількістю речей, рівнем виконання і цінністю Михалківський скарб не має собі рівних у всьому Карпато-Дунайському басейні.

## Географія
Село розташоване на відстані 378 км від Києва, 109 км — від обласного центру міста Тернополя та 19 км від міста Борщів.

### Клімат
Для села характерний помірно континентальний клімат. Михалків розташований у «теплому Поділлі» — найтеплішому регіоні Тернопільської області.
| Клімат Михалкова          | Клімат Михалкова | Клімат Михалкова | Клімат Михалкова | Клімат Михалкова | Клімат Михалкова | Клімат Михалкова | Клімат Михалкова | Клімат Михалкова | Клімат Михалкова | Клімат Михалкова | Клімат Михалкова | Клімат Михалкова | Клімат Михалкова |
| Показник                  | Січ.             | Лют.             | Бер.             | Квіт.            | Трав.            | Черв.            | Лип.             | Серп.            | Вер.             | Жовт.            | Лист.            | Груд.            | Рік              |
| Середній максимум, °C     | −0,6             | 1,2              | 6,6              | 15,1             | 20,8             | 23,8             | 24,9             | 24,3             | 20,4             | 14,2             | 6,8              | 1,8              | 13               |
| Середня температура, °C   | −4,1             | −2,3             | 2,4              | 9,6              | 15,2             | 18,4             | 19,7             | 18,9             | 15,0             | 9,4              | 3,5              | −1,2             | 8                |
| Середній мінімум, °C      | −7,5             | −5,8             | −1,7             | 4,2              | 9,6              | 13,0             | 14,5             | 13,5             | 9,7              | 4,6              | 0,3              | −4,1             | 4                |
| Норма опадів, мм          | 31               | 30               | 31               | 52               | 72               | 97               | 95               | 61               | 52               | 34               | 34               | 36               | 625              |
| ------------------------- | ---------------- | ---------------- | ---------------- | ---------------- | ---------------- | ---------------- | ---------------- | ---------------- | ---------------- | ---------------- | ---------------- | ---------------- | ---------------- |
| Джерело: climate-data.org |                  |                  |                  |                  |                  |                  |                  |                  |                  |                  |                  |                  |                  |

### Мікротопоніми
Місцевості села та околиць:
- урочище Крем'яна;
- урочище Поле Пилипчанське;
- Золота гора — називається так, тому що там був знайдений Михалківський скарб.

## Історія

### Археологічні знахідки
Поблизу Михалкова виявлено археологічні пам'ятки середнього та пізнього палеоліту, мезоліту, трипільської культури, ранньої залізної доби та давньоруської культури.
Пам'ятка Михалків І розташована в урочищі Крем'янка — поряд із окремими виробами мустьєрської доби зустрічаються злегка патиновані кремені мікролітичної техніки виробництва, які можуть датуватись мезолітичним часом. Багатошарова пам'ятка Михалків ІІ — розташована на привершинному схилі лівого берега Нічлави, поблизу ґрунтового шляху, що розмежовує землі сіл Михалків і Пилипче, в урочищі Поле Пилипчанське. Поряд з масивними кременями архаїчного вигляду зустрічаються крем'яні вироби пізньопалеолітичного часу і кераміка ранньої залізної доби.

### Польський період
Перша писемна згадка — 1439.

### Австрійський період
У 1878 та 1897 роках поблизу Михалкова виявлено золоті скарби (див. Михалківський скарб).
Діяли українські товариства «Просвіта», «Луг», «Сільський господар», кооператива.

### Період Незалежності
Від вересня 2015 року ввійшло у склад Мельнице-Подільської селищної громади.
12 червня 2020 року, відповідно до розпорядження Кабінету Міністрів України № 724-р «Про визначення адміністративних центрів та затвердження територій територіальних громад Тернопільської області» увійшло до складу Мельнице-Подільської селищної громади.
19 липня 2020 року, в результаті адміністративно-територіальної реформи та ліквідації Борщівського району, село увійшло до складу Тернопільського району.

## Населення

### Мова
Розподіл населення за рідною мовою за даними перепису 2001 року:
| Мова       | Кількість | Відсоток |
| ---------- | --------- | -------- |
| українська | 247       | 100%     |

## Пам'ятки
Є церква святого Миколая (1772), капличка (2004).
Споруджено пам'ятник воїнам-односельцям, полеглим у німецько-радянській війні (1968), встановлено пам'ятний хрест на честь скасування панщини, насипано символічну могилу Борцям за волю України (2003).

## Соціальна сфера
Працюють клуб, ФАП, торговельний заклад.

## Відомі люди

### Народилися
- Марія Адамовська (1890–1968) — літераторка, громадська діячка в Канаді;
- Роман Ільницький (1915–2000) — журналіст, громадсько-політичний діяч у США;
- Анна Пруська (1895–1947) — літераторка, громадська діячка в Канаді;
- Леонтій Скибіцький (1895–1992) — археолог-аматор, краєзнавець.

### Пов'язані із селом
Археологічні дослідження проводили Карел Гадачек і В. Пшибиславський.

## Світлини

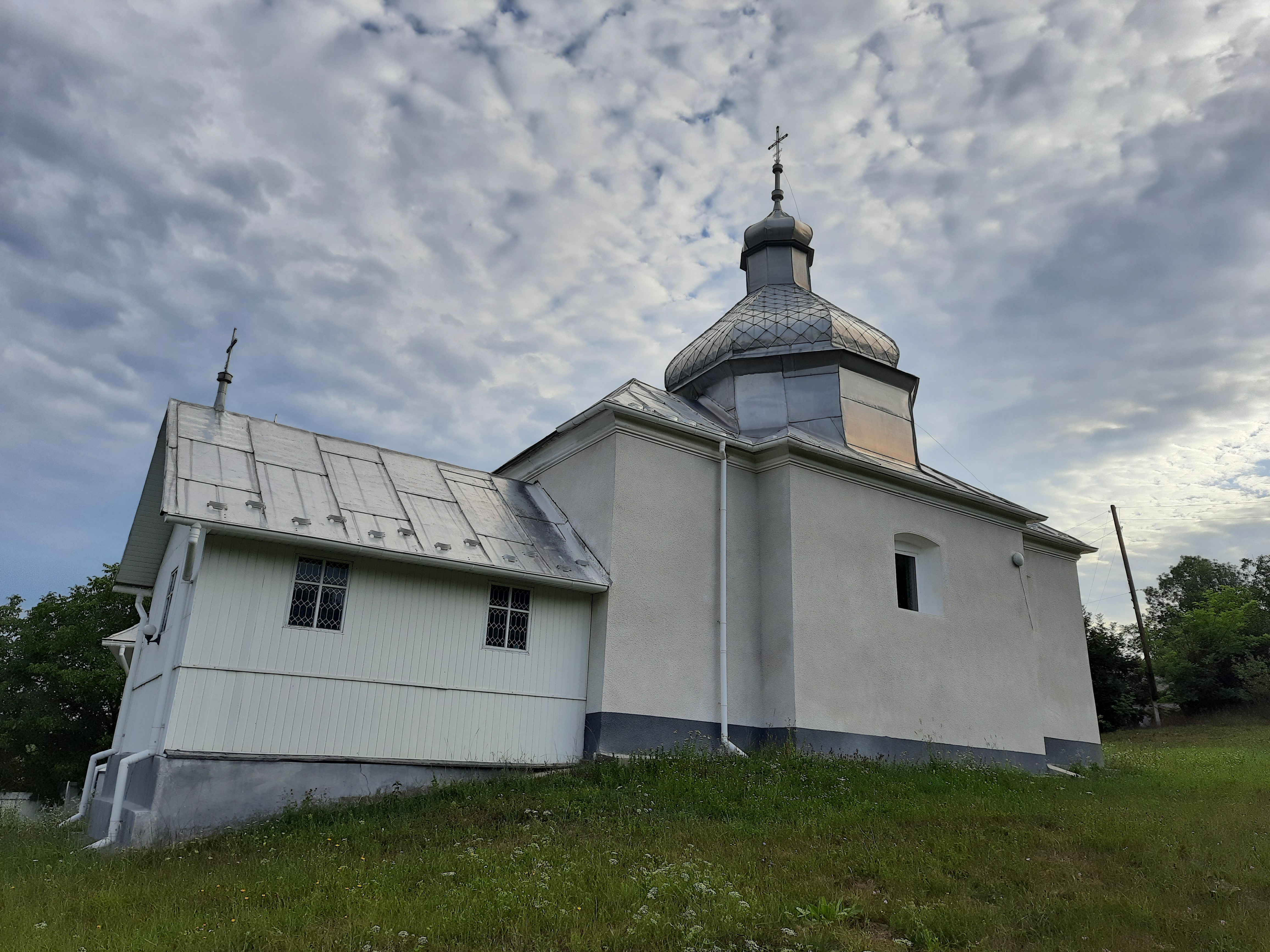
Церква святого Миколая (1772)
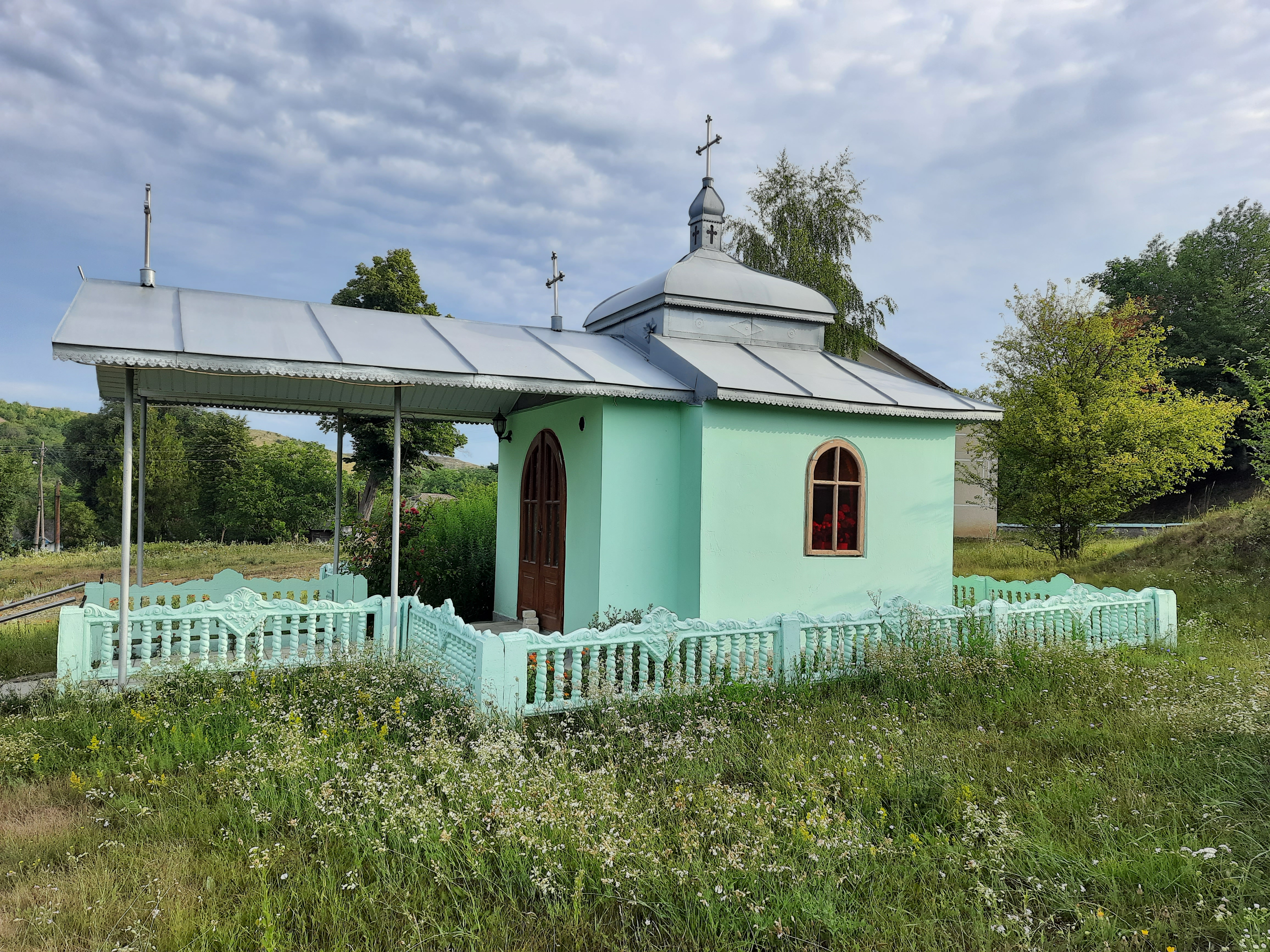
Капличка (2004)
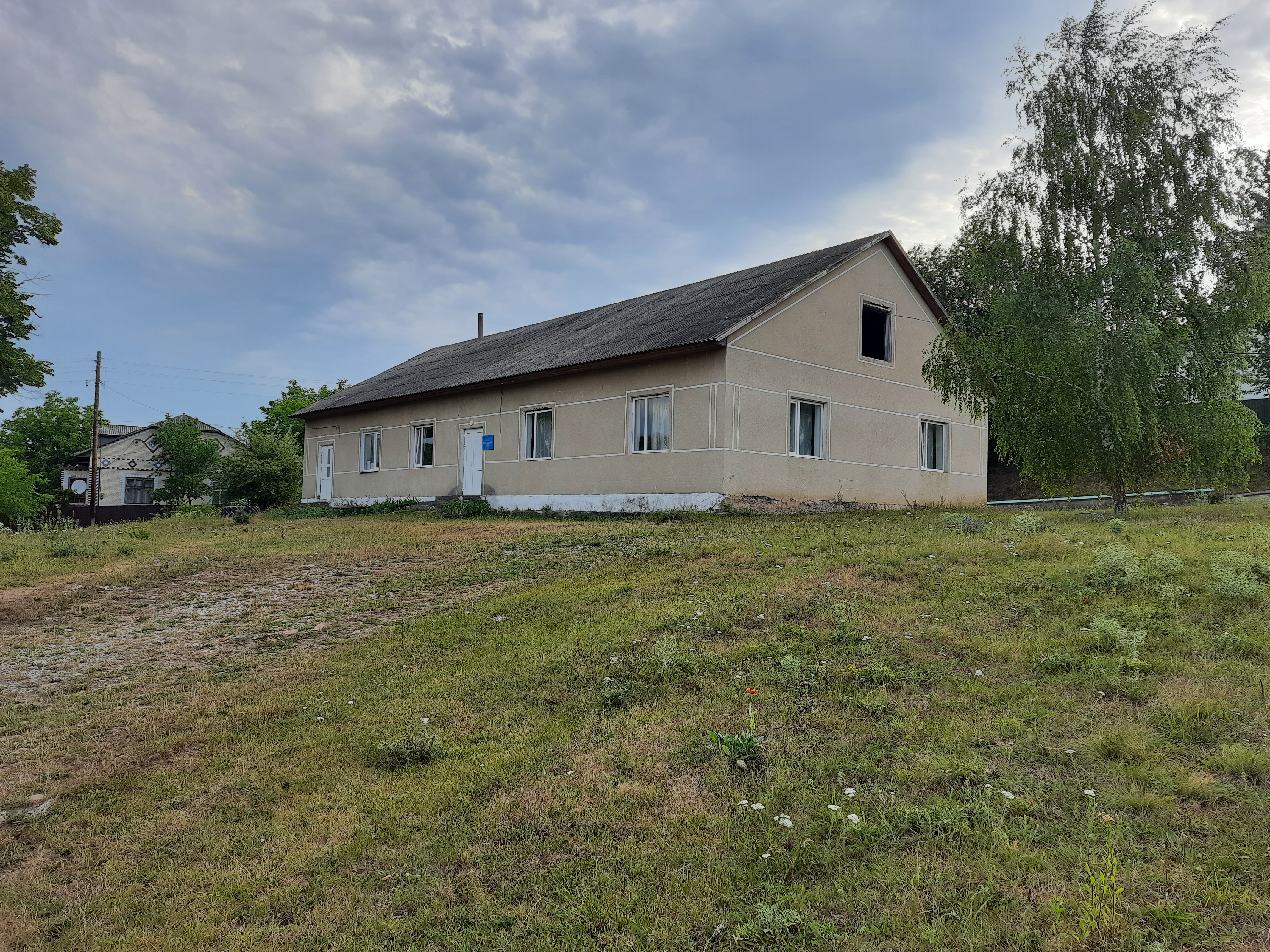
Михалківський клуб